# 乌拜塔巴
乌拜塔巴（葡萄牙語：Ubaitaba）是巴西巴伊亚州的一个市镇。总面积221.753平方公里，总人口25890人，人口密度116.8人/平方公里。